# Austrocactus bertinii
Austrocactus bertinii je kaktus z rodu Austrocactus, rozšířený na jihu Jižní Ameriky. Své jméno získal po kapitánovi Bertinovi, který jej jako první objevil na pobřeží současné Argentiny. Místo prvního nálezu se odhaduje mezi současnými vesnicemi Camarones a Bahia Bustamante.

## Taxonomie
Rod Austrocactus ustanovil v roce 1922 Britton a Rose. Austrocactus bertinii byl poprvé popsán v roce 1863 Celsem z rostlin nasbíraných kapitánem Bertinim jako Cereus bertinii. Většina botaniků dnes uznává druhy A. patagonicus a A. dusenii jako synonyma k A. bertinii, který je velice variabilní a za různých podmínek má velice odlišný habitus.

## Výskyt
Vyskytuje se v Argentině na většině území Patagonie. Území výskytu začíná severně od Malargue až k pobřeží u Bahía Blanca a pokračuje podél pobřeží Atlantiku hluboko do vnitrozemí hluboce na jih, kde končí jen několik desítek kilometrů před Rio Gallegos.

## Popis
Jedná se o největšího zástupce rodu Austrocactus. Stonky jsou vzpřímené, kyjovité a dosahují výšky 40 cm (v křovinách až k 80 cm) a šířky 10 cm. Temně zelených žeber je 10–12 a jsou rozpadlá na hrbolky. Středové trny jsou 4, mohou být až 6 cm dlouhé a podle intenzity osvětlení jsou háčkovité (rostliny ve stínu) nebo rovné. Okrajových trnů je přibližně 15 o délce kolem 1 cm. Květy mají mnoho odstínů růžové, od světlné až téměř bílé, po nažloutlou nebo téměř do červena. Blizna je vždy tmavě fialová. Plody jsou soudkovité, tmavě zelené bobule, jemně ochmýřené s množstvím štětin, uvnitř suché. V plodu je 80–150 tmavě šedohnědých semen o rozměrech 2x2x1 mm.

## Pěstování
Ve sbírkách není moc zastoupený a mnohdy je označen synonymy. Klima v Patagonii je velice mírné, léta jsou na naše poměry poměrně chladná a zimy jsou naopak mírné (dle klimatických záznamů nedochází k poklesům pod -17 °C). Jedná se o poměrně dost mrazuvzdorný druh, k přežití naší zimy to ale patrně nestačí. Dosti často je ovšem pěstován v nevytápěných sklenících, které v zimě chrání před vlhkostí a nejsilnějšími mrazy. Existuje možnost, že by některé klony mohly snést i zimu v ČR, ale tato varianta ještě není dostatečně otestovaná.
Pěstování je podobné jako u většiny kaktusů, v létě potřebují mnoho slunce a vodu, zaléváme od jara (březen/duben) až do podzimu (září) jednou za 1–2 týdny. Pěstujeme v minerální půdě (půdy s obsahem humusu nejsou vhodné). V zimě nezaléváme a zimujeme za nízkých teplot pod 10 °C, kdy nerostou a mohou být uskladněny ve stínu.